# Jungermannia squarrosa
Jungermannia squarrosa là một loài Rêu trong họ Jungermanniaceae. Loài này được Menzies ex Hook. mô tả khoa học đầu tiên năm 1818.